# Hejar
Abdurrahman Şerefkendî (en kurdo عه‌بدولڕه‌حمان شه‌ڕه‌فكه‌ندی [ʕəbdʊɽəħˈmɑːn ʃəɽəfkʲənˈdiː], en persa عبدالرحمن شرفکندی [æbdorːæɦˈmɔːn ʃæræfkʲænˈdiː]) (Mahabad, 9 de junio de 1920 - Karaj, 21 de febrero de 1991), llamado Hazhar o Hejar (en kurdo هه‌ژار [həˈʒɑːr],  en persa هژار [hæˈʒɔːr]) fue un poeta, escritor, lingüista y traductor kurdo de nacionalidad iraní.
Era hermano del político kurdo iraní Sadegh Sharafkandi (1938-1992). Dr. Sharafkandi fue el segundo secretario general del Partido Democrático del Kurdistán de Irán.

## Biografía
Hejar nació en la ciudad de Mahabad, al noroeste de Irán, en la provincia de Azerbaiyán Occidental. Comenzó sus estudios religiosos en la infancia, pero fue forzado a abandonarlos a los 17 años a la muerte de su padre. Comenzó a escribir poemas en kurdo hacia 1940. A través de sus lecturas, recibió la influencia de poetas kurdos como Malaye Jaziri, Ahmad Khani, Wafaei y Haji Qadir Koyi. 
Estuvo envuelto en el movimiento kurdo liderado por Qazi Muhammad y fue nombrado uno de los poetas oficiales de la República de Mahabad en 1947. Tras la caída de la República, tuvo que ir al exilio. Durante 30 años visió en diferentes países, como Irak, Siria, Líbano y Egipto. En Irak estuvo envuelto en el movimiento liderado por Mustafa Barzani, con quien le unía una estrecha amistad. En 1975, tras la derrota del movimiento, volvió a Irán y se asentó en la ciudad de Karaj, donde vivió hasta su muerte el 22 de febrero de 1990. Fue enterrado en su ciudad natal de Mahabad.

## Obra
Hejar fue uno de los autores kurdos más prolíficos. Escribió 24 libros. Entre las obras más celebradas están la edición y el comentario de los poemas de Malaye Jaziri en kurdo soraní, la traducción de las obras de Khani al soraní, la traducción del Corán al soraní, el primer diccionario kurdo-kurdo-persa en Irán y la traducción de los poemas de Omar Jayyam con la misma métrica.
1. Alekok
2. Vergêra MemoZîn bi soranî (traducción de Mem û Zîn del kurmanji al soraní)
3. Traducción de Sharafnama del persa al soraní
4. Dîwana helbesta Bu Kurdistan («Colección de poemas: para Kurdistán»)
5. Çarînekanî Xeyam (traducción de los poemas de Jayyam del persa al kurdo)
6. Henbane Borîne (diccionario kurdo-kurdo-persa)
7. Vergêra Quranê bi Kurdî (traducción del Corán al kurdo)
8. Traducción del El canon de medicina de Avicena del árabe al persa
9. Şerha Dîwana Melayê Cizîrî (edición y comentario de los poemas de Malaye Jaziri)
10. Sifra bê biraneve (traducción de «Unos y ceros sin fin» de Ali Shariati del persa al kurdo)
11. Çêştî Micêvir (autobiografía)